# Compañía de los Caminos de Hierro del Norte de España
A Compañía de los Caminos de Hierro del Norte de España', rövidítve a CCHNE, de általában egyszerűen csak Norte, egy 1858-ban alapított spanyolországi vasúttársaság volt, amely 1941-ben beolvadt a Renfe állami vasúttársaságba.

## Története
A Madridból a spanyol-francia határon fekvő észak-spanyolországi Irúnba tartó vasútvonal építését a Sociedad General de Crédito Mobiliario Español[, a Banesto elődje, Émile és Isaac Pereire testvérek finanszírozták. Az 1864-ben üzembe helyezett fővonalat a Venta de Baños-Alar del Rey mellékvonal egészítette ki, amely 1866-tól a Compañía del Ferrocarril de Isabel II által épített vonallal együtt összeköttetést biztosított Santander atlanti kikötőjével. A Norte vasúttársaságok felvásárlásával vasúti hálózatot épített ki Észak-Spanyolországban, amely az 1890-es évektől a Földközi-tenger partvidékére is kiterjedt, ahol a vállalat éles versenyben állt a Compañía de los Ferrocarriles de Madrid a Zaragoza y Alicante (MZA) társasággal.
A Compañía del Norte hosszú éveken át a legnagyobb spanyol vasúttársaság volt, mind a forgalom, mind az útvonal-kilométerek száma, mind az alkalmazottak száma tekintetében. 1941-ben a polgárháborút követően pénzügyi nehézségektől szenvedő társaságot a többi széles nyomtávolságú vasúttal együtt beolvasztották a Renfe állami vasúttársaságba.

## Képek

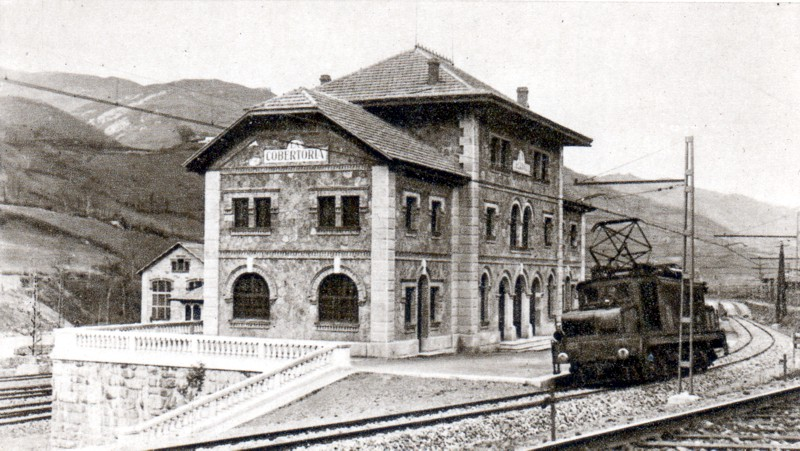
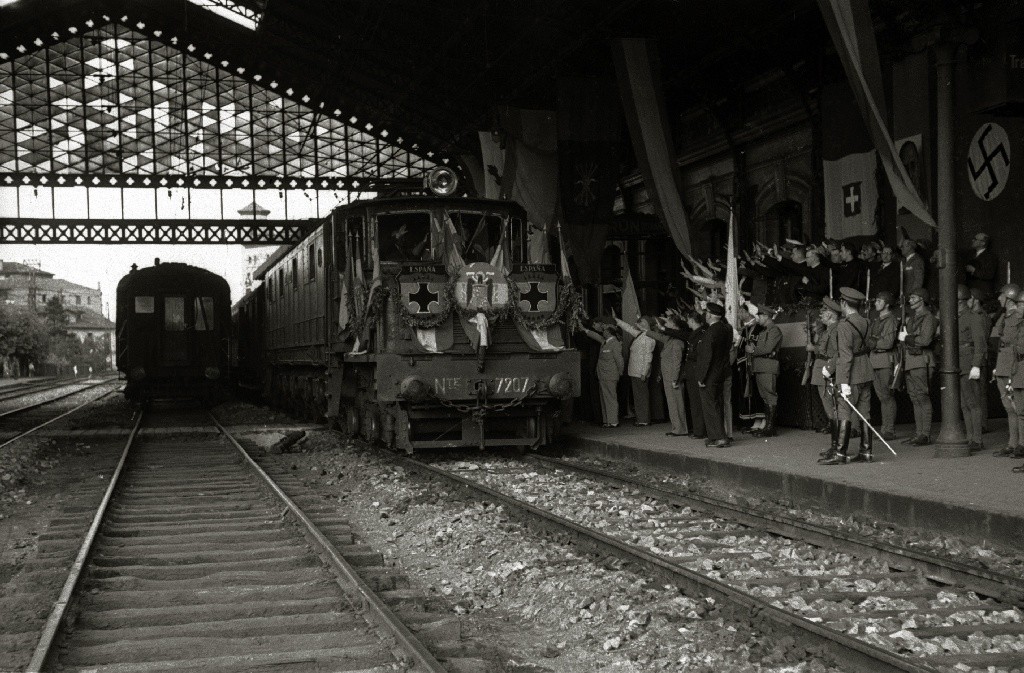
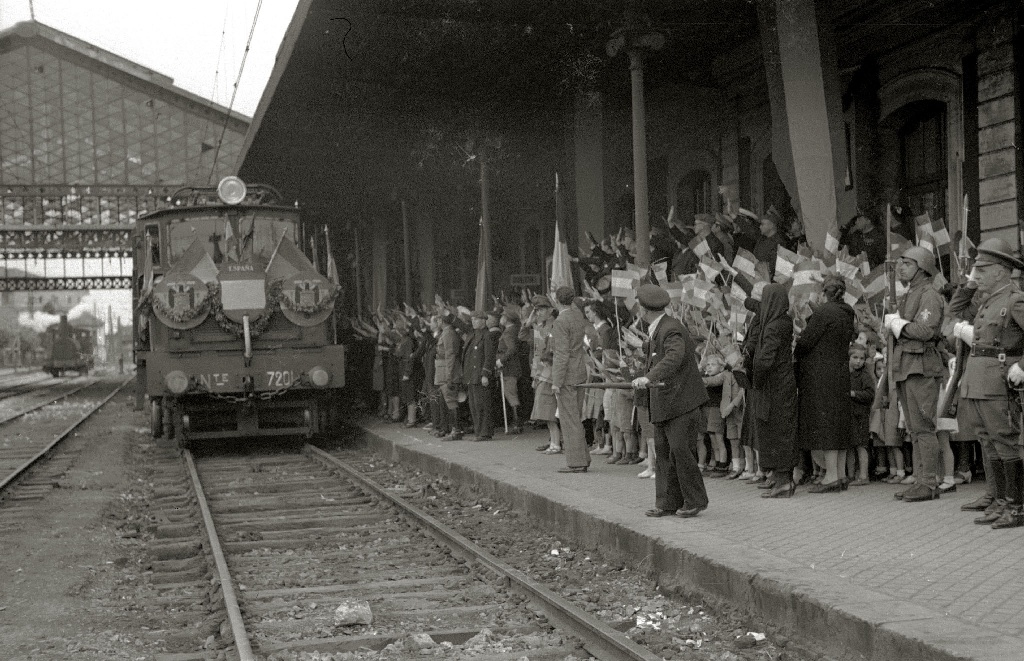
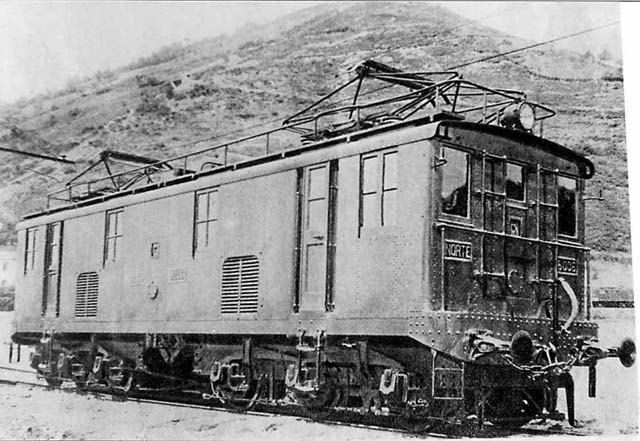
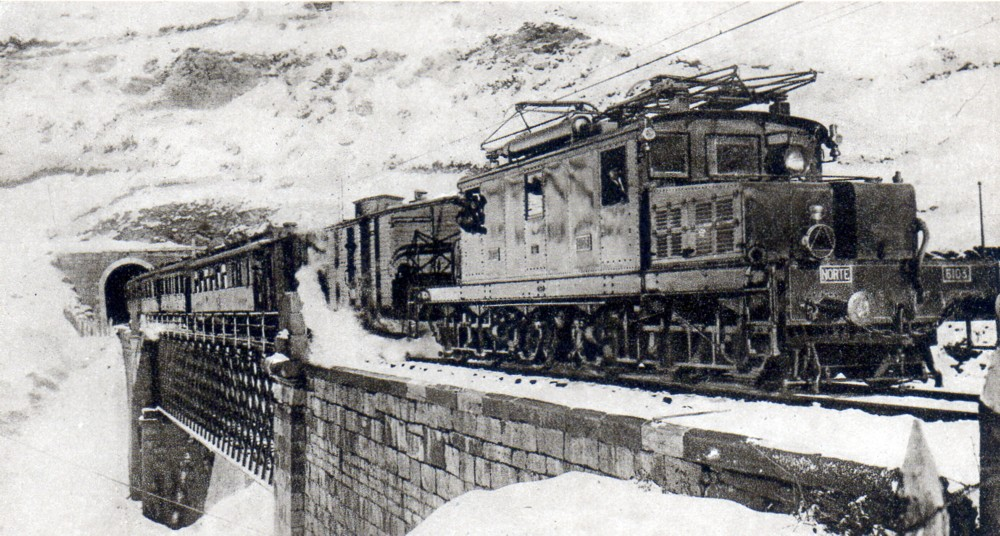
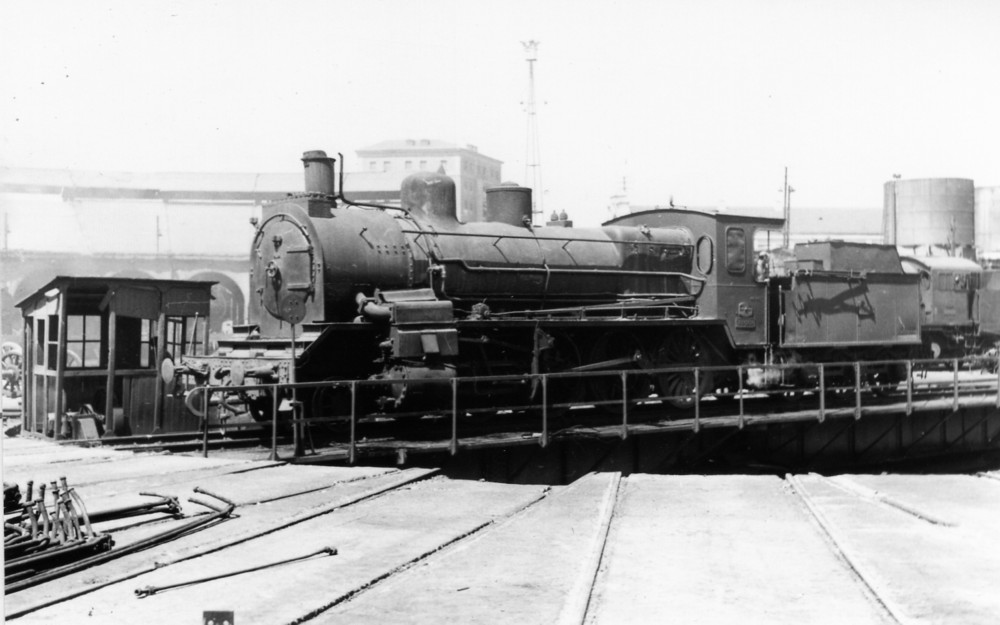
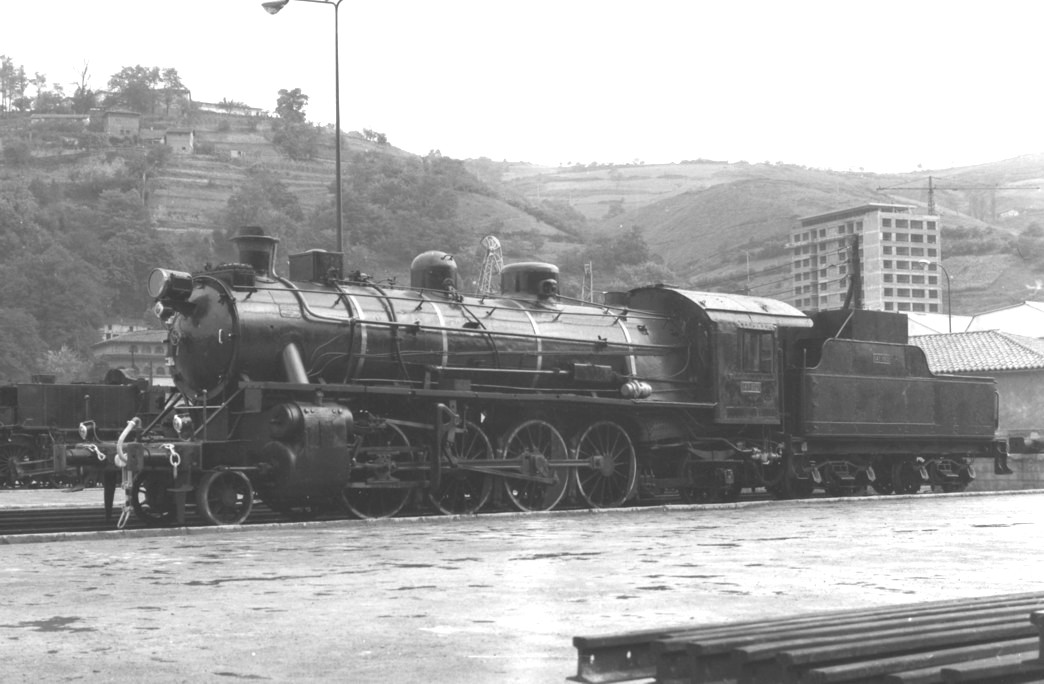
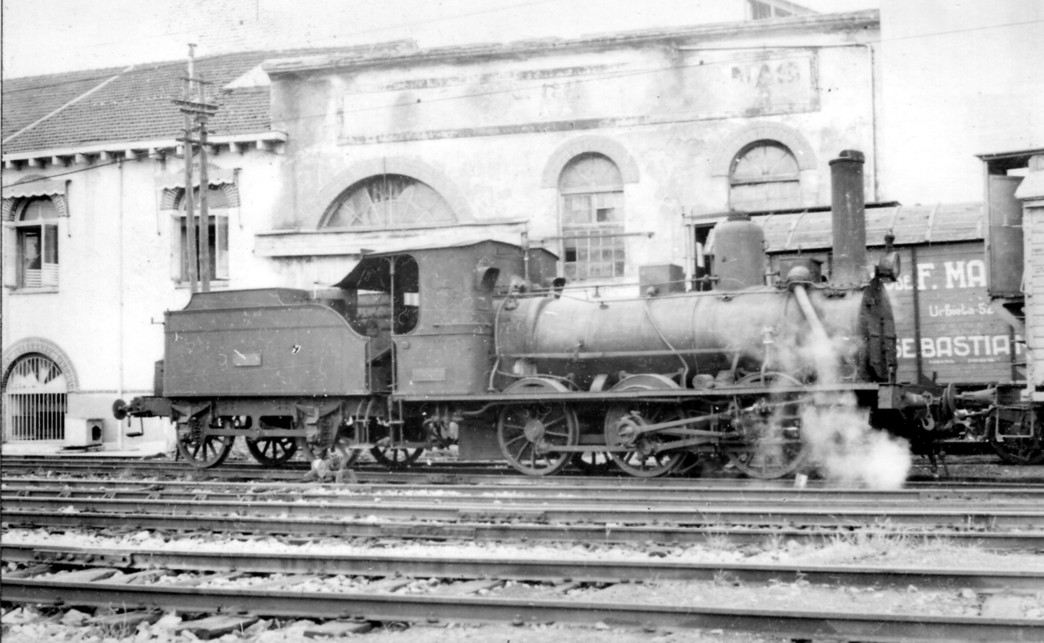
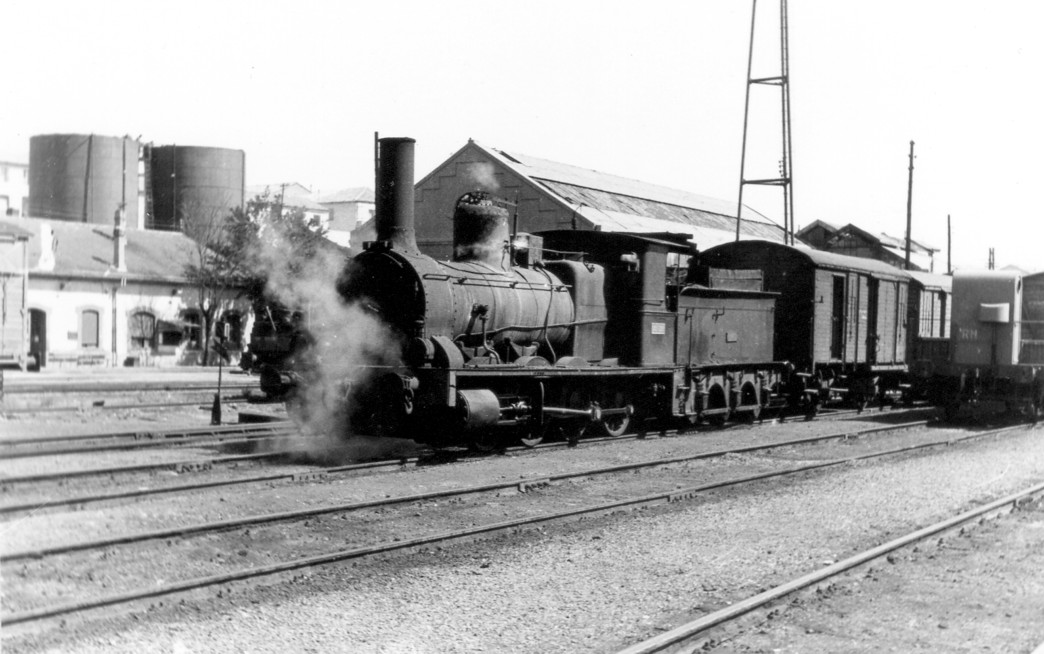
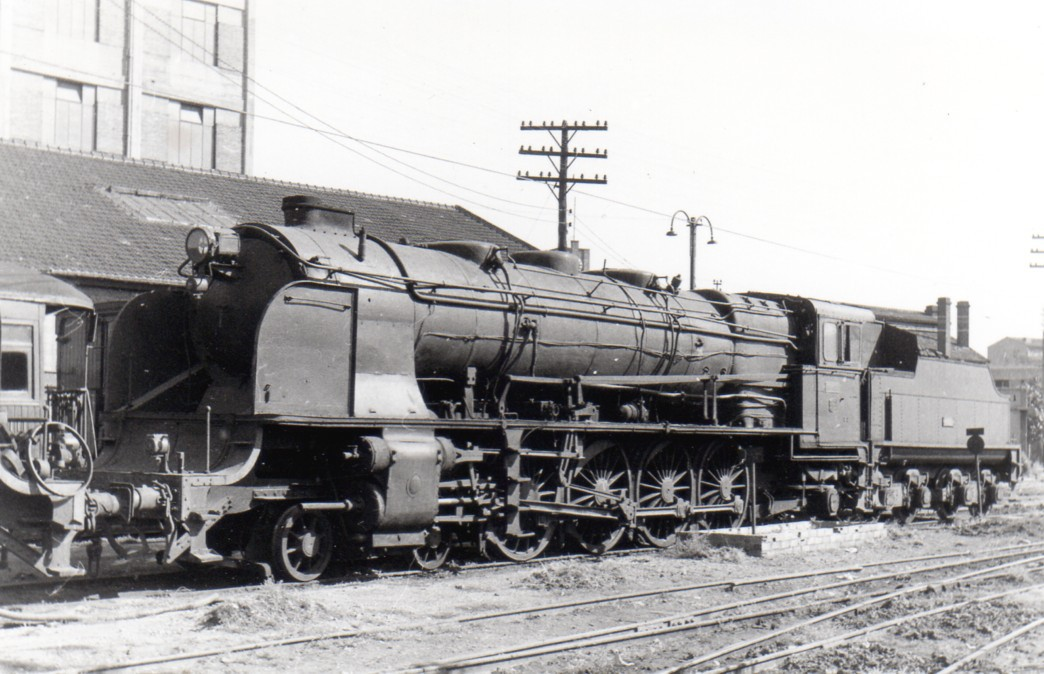
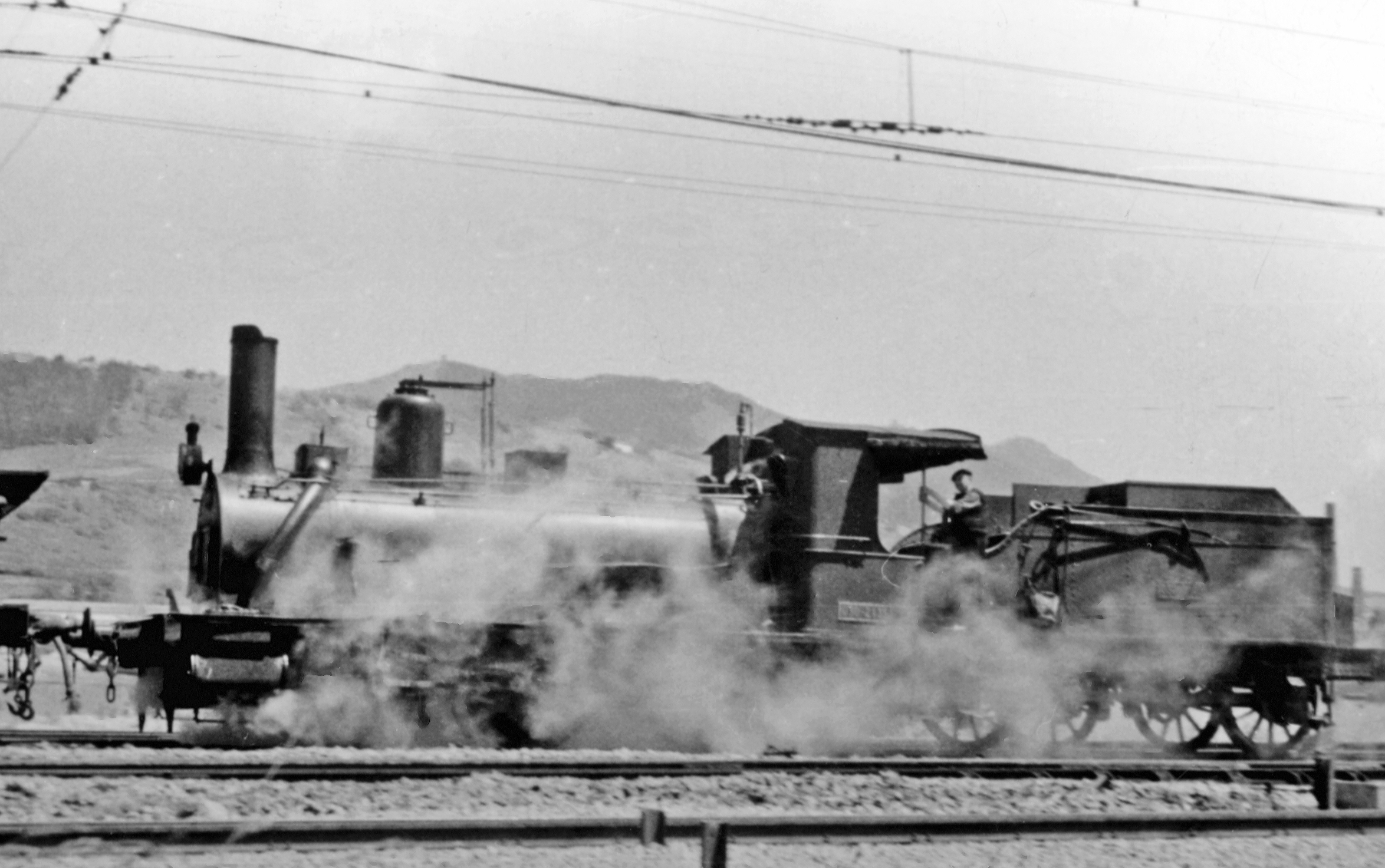
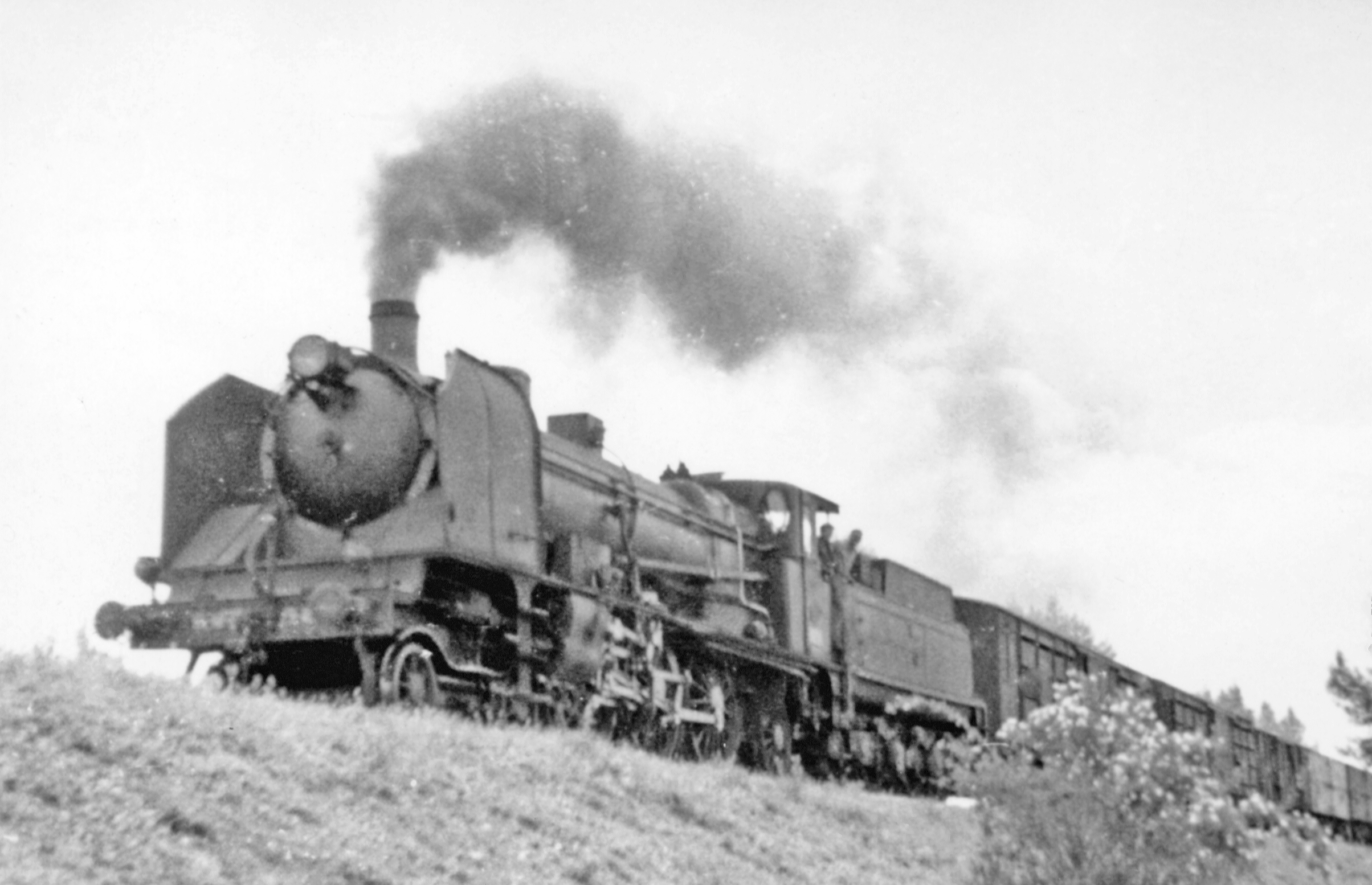
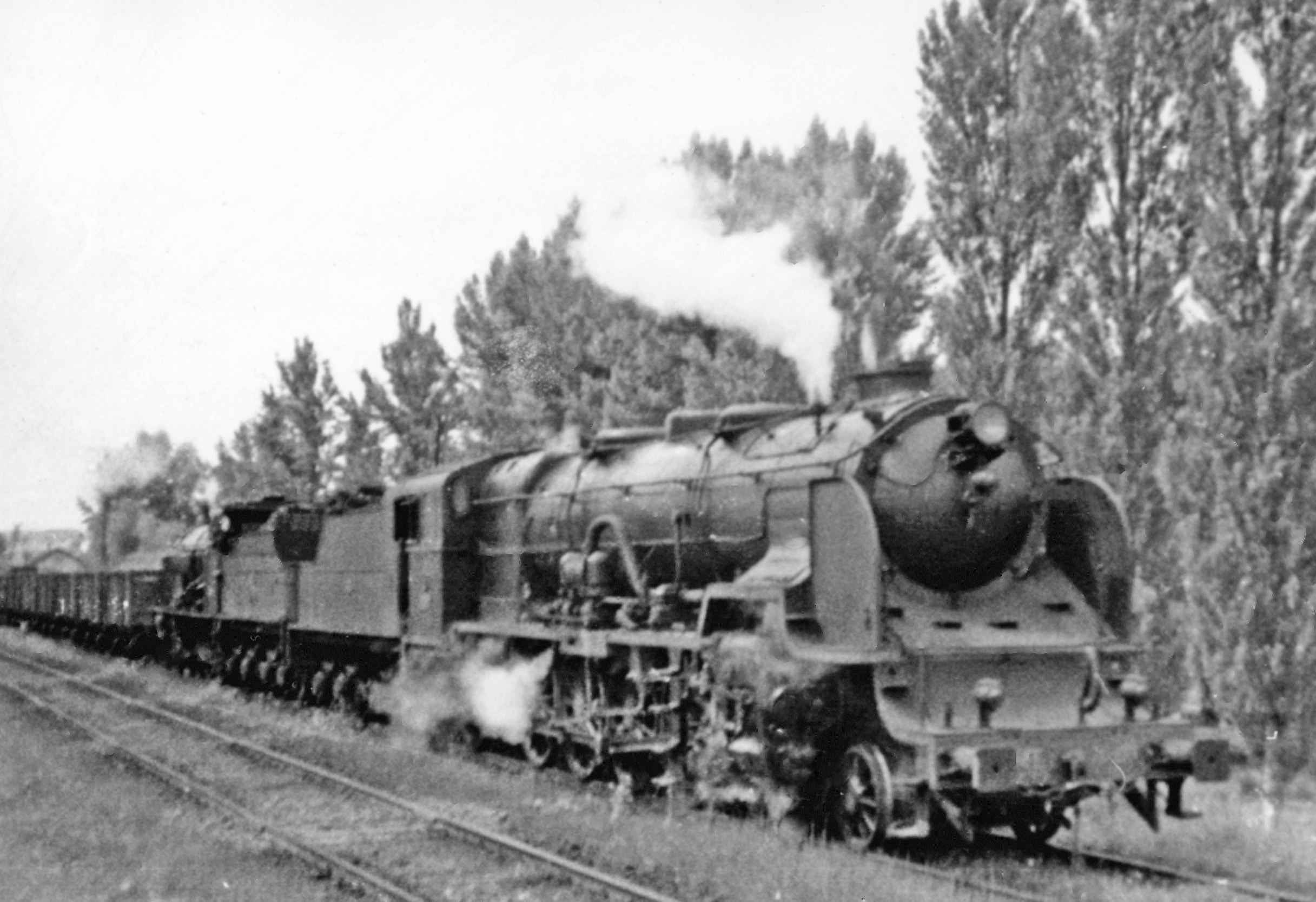
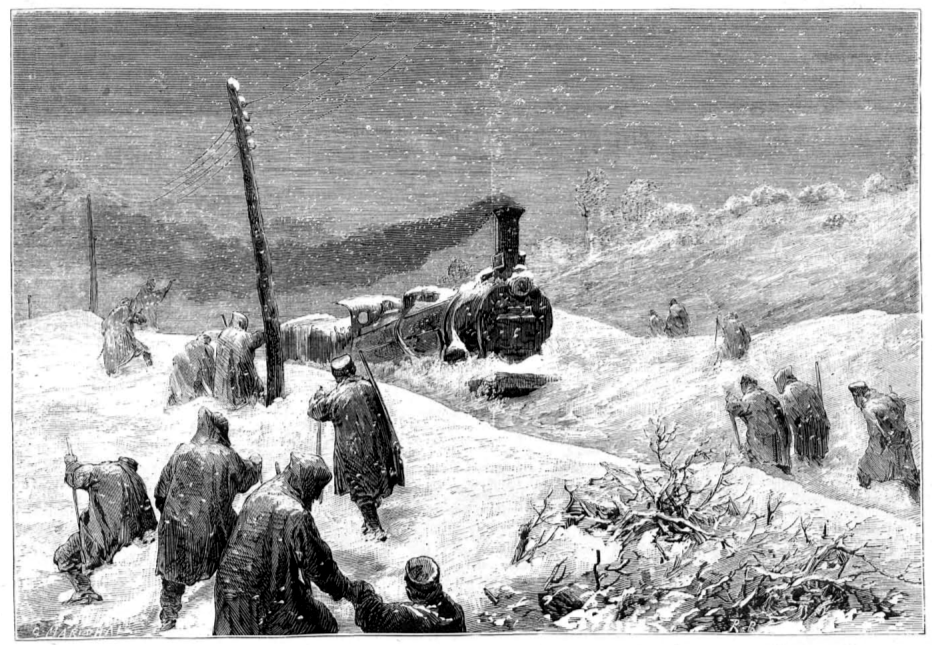